# Atentát v Rue Copernic
Atentát v Rue Copernic byl bombový útok namířený proti synagoze Copernik, který byl spáchán v pátek 3. října 1980 na večerní šábes, kdy na židovský svátek Simchat Tóra do synagogy přišlo velké množství věřících. Jednalo se o první útok proti Židům ve Francii od konce druhé světové války. O 34 let později byl podezřelý Hassan Diab, Kanaďan libanonského původu, navzdory odporu části kanadského veřejného mínění dne 15. listopadu 2014 vydán do Francie.

## Průběh
Antisemitský bombový útok proběhl dne 3. října 1980 v 18:38. Byl namířen proti synagoze v rue Copernic v 17. pařížském obvodu, zahynuli při něm čtyři lidé a čtyřicet šest jich bylo zraněno. Na věřící se zřítil baldachýn synagogy, jedny dveře byly rozraženy. Auta na ulici byla převrácena na chodník, výkladní skříně byly zničeny do vzdálenosti 150 metrů.
Philippe Bouissou (22 let), který projížděl kolem na motorce, zemřel okamžitě. Aliza Shagrir (42), izraelská televizní moderátorka na dovolené ve Francii, také zahynula ihned při chůzi po chodníku, stejně jako Jean Michel Barbé, řidič rodiny, která navštívila synagogu. Hilario Lopes-Fernandes, portugalský vrátný v hotelu Victor Hugo, který se nacházel naproti synagoze, byl vážně zraněn a zemřel o dva dny později.
Časový mechanismus výbušniny asi desetikilového pentritu v sedlových brašnách modrého motocyklu Suzuki TS 125 zaparkovaného asi deset metrů od synagogy byl naplánován tak, aby bomba explodovala při odchodu věřících ze synagogy. V předvečer šabatu bylo v synagoze 323 lidí, kteří přišli oslavit bar micvu tří chlapců a bat micvu dvou dívek. Rabín Michael Williams se během ceremonie opozdil o čtvrt hodiny, těchto pár minut ušetřilo životy mnoha členů shromáždění.
Následující den se před synagogou konala spontánní demonstrace několika tisíc lidí, poté se přesunula na Champs-Élysées, zatímco další protestní demonstrace se konaly v jiných městech ve Francii. Dne 7. října 1980 se konala demonstrace 200 000 osob mezi Place de la Nation a Place de la République.

## Atentát a extrémní pravice
Atentát proběhl v době začínající prezidentské kampaně. Necelou hodinu po útoku zatelefonoval anonymní korespondent do Agence France-Presse, aby se přihlásil k odpovědnosti za útok jménem organizace Evropských národních fašistů, krajně pravicové skupiny, obnovené Národní a evropské akční federace (FANE), organizace rozpuštěné vládou dne 3. září.
Militantní sionistické skupiny se rozhodly podniknout přímé protiakce. Mark Fredriksen, vůdce FANE, byl zbit a unikl s poraněním hlavy a zlomeninami zápěstí. V sídle krajně pravicové L'Œuvre française se střílelo. Michelovi Caignetovi, jednateli FANE, někdo nastříkal kyselinu do obličeje. K Jean-Yvesovi Pellayovi, šéfovi bezpečnostní služby FANE, přijelo komando a implikovalo mu injekce se směsí oleje a estrogenu. Další komando potřísnilo kyselinou tvář důchodce jménem Charles Bousquet, jehož jedinou chybou bylo, že měl stejné příjmení jako veterán divize Charlemagne Pierre Bousquet.
Policie soustředila zpočátku veškeré své úsilí na krajně pravicovou stopu, a to až do konce roku, kdy byl identifikován autor anonymního telefonátu agentuře France-Presse z 3. října - Jean-Yves Pellay, člen FANE. Přiznal, že se falešně přihlásil k odpovědnosti za útok, a že je ve skutečnosti sionistou, který infiltroval organizaci. Krajně pravicová stopa se však ještě několikrát oživila, až do roku 1983 se mluvilo o záhadné španělské fašistické stopě.

## Vyšetřování
Odposlouchávání telefonů, pátrání a výslechy krajně pravicových aktivistů ale nepřinášely žádné výsledky. Německý Spolkový kriminální úřad dodal koncem listopadu 1980 Francouzům klíčovou informaci: komando tvořilo pět lidí, kteří těsně po útoku odletěli 4. října z pařížského letiště do Bejrútu.
Pachatelé útoku nebyli nikdy nalezeni. Policii se podařilo vytvořit identikit atentátníka: muž s knírkem, arabského typu, vysoký asi 1,70 m. Tento muž s jordánským pasem získal během mezipřistání na Kypru řidičský průkaz a falešný kyperský pas na jméno Alexander Panadriyu a pro útok zakoupil motocykl používaný na toto jméno.
V roce 2007 protiteroristický soudce Marc Trévidic vydal mezinárodní žádost do Spojených států na podezřelého jménem Hassan Diab, který žil ve Spojených státech a v Kanadě. Byl považován za vůdce komanda identifikován díky dokumentům Lidové fronty pro osvobození Palestiny předaným Německem do Francie a vyšetřování u firmy Suzuki, které vedlo do obchodu na avenue de la Grande-Armée. Zdejší prodejce poskytl detailní portrét kupce, jistého Alexandra Panadriyu, sídlícího v hotelu Celtic. Tento podezřelý palestinského původu, kterému bylo v roce 2007 55 let, měl dvojí (libanonskou a kanadskou) státní příslušnost. 8. října 1981 na římském letišti Fiumicino zatkla italská policie skupinu Palestinců z Bejrútu a předala francouzské justici pas použitý Hassanem Diabem a jehož fotografie měla připomínat identikit.
Hassan Diab, profesor sociologie v Ottawě, který vystudoval sociologii na Syracuse University (USA), byl zatčen dne 13. listopadu 2008 v Gatineau, v provincii Québec v rámci mezinárodního zatykače vydaného 5. listopadu 2008. Byl podezřelý, že vyrobil a nastražil bombu pro útok na ulici Copernic a také se zúčastnil v roce 1981 útoku na synagogu v Antverpách. Obvinění proti němu byla založena na důkazech: identikit vzniklý díky prostitutce, se kterou strávil noc; grafologická analýza zdůrazňující, že rukopis Hassana Diaba je podobný rukopisu z hotelové evidence; jeho skutečný pas nalezený v Římě u synovce Selima Abou Salema (vůdce teroristické organizace), z něhož vyplývá, že na půdu Francie vstoupil 20. září a odjel 7. října 1980 stejně jako komando. Extradiční procedura zahájená Francií byla sporná, protože extradiční procedury mezi těmito dvěma zeměmi nejsou reciproční. Hassan Diab, který byl vydán na konci března 2009 za velmi přísných podmínek, musel především nosit elektronický náramek. Soud povolil jeho vydání v červnu 2011 a kanadský ministr spravedlnosti Rob Nicholson podepsal jeho příkaz k vydání 4. dubna 2012. Hassan Diab se proti tomuto rozhodnutí odvolal. Dne 12. listopadu 2014 Nejvyšší soud Kanady zamítl žádost o povolení k odvolání, čímž otevřel cestu k jeho předání francouzským orgánům. Předán francouzským úřadům dorazil do Francie 15. listopadu a byl obviněn z atentátu, pokusu o atentát a ničení majetku účinkem výbušniny nebo zápalné látky spáchané organizovanou skupinou. Dne 17. května 2016 byla jeho vyšetřovací vazba přerušena po svědectví zpochybňujícím jeho účast na útoku, ale 24. května byl pařížským odvolacím soudem vrácen do vězení.
Vyšetřující soudce nařídil 27. října 2016 propuštění Hassana Diaba do domácího vězení a k nošení elektronického náramku. Pařížská prokuratura se okamžitě odvolala a 4. listopadu se vyšetřovací komora odvolacího soudu rozhodla prodloužit vazbu Hassana Diaba o 6 měsíců.
Dne 24. dubna 2017 vyšetřující soudce nařídil Diabovo propuštění již pošesté. Dne 15. června 2017 vydala Amnesty International tiskovou zprávu, ve které vyjádřila znepokojení nad údajném použití anonymních důkazů ze strany Francie z neznámých, neoprávněných zdrojů, které mohly být získány mučením.
Dne 28. července 2017 byl oznámen konec vyšetřování. 12. ledna 2018 francouzské soudy případ zamítly a nařídily okamžité propuštění Hassana Diaba, protože obvinění proti Hassanovi Diabovi nejsou dostatečně přesvědčivá. Obžaloba oznámila, že se odvolá.
Vyšetřovací senát pařížského odvolacího soudu zrušil odvolání dne 27. ledna 2021 a odeslal případ zpět porotě, čtyřicet let po událostech.